# Жимяни
Жимяни (пол. Rzymiany, нім. Reimen) — село в Польщі, у гміні Пакославиці Ниського повіту Опольського воєводства.
Населення — 175 осіб (2011).

## Демографія
Демографічна структура станом на 31 березня 2011 року:
|          | Загалом | Допрацездатний вік | Працездатний вік | Постпрацездатний вік |
| -------- | ------- | ------------------ | ---------------- | -------------------- |
| Чоловіки | 85      | 14                 | 65               | 6                    |
| Жінки    | 90      | 16                 | 56               | 18                   |
| Разом    | 175     | 30                 | 121              | 24                   |